# Кудрявцев Олександр Іванович
Олександр Іванович Кудрявцев (нар. 19 серпня 1928, тепер Вологодська область, Російська Федерація — ?) — радянський діяч, 1-й секретар Ульяновського міського комітету КПРС, 2-й секретар ЦК КП Естонії. Член Бюро ЦК КП Естонії в 1982—1985 роках. Депутат Верховної ради РРФСР 8-го скликання. Депутат Верховної ради Естонської РСР 10—11-го скликань. Депутат Верховної ради СРСР 11-го скликання.

## Життєпис
У 1945—1951 роках — студент Ленінградського військово-механічного інституту, здобув спеціальність інженер-механік.
У 1951—1952 роках — майстер, у 1952—1955 роках — помічник начальника цеху військового заводу імені Володарського в місті Ульяновську.
Член КПРС з 1954 року.
У 1955—1956 роках — слухач Академії оборонної промисловості в Москві.
З 1956 по 1960 рік працював начальником зміни, заступником начальника цеху і начальником цеху військового заводу імені Володарського в Ульяновську.
У 1960—1961 роках — секретар партійного комітету військового заводу імені Володарського в Ульяновську. 
У 1961—1963 роках — завідувач промислово-транспортного відділу Ульяновського обласного комітету КПРС. У 1963—1964 роках — завідувач промислово-транспортного відділу Ульяновського промислового обласного комітету КПРС.
У 1964—1966 роках — секретар Ульяновського обласного комітету КПРС.
У 1966—1973 роках — 1-й секретар Ульяновського міського комітету КПРС.
У 1973—1974 роках — інструктор, у 1974—1982 роках — завідувач сектору відділу організаційно-партійної роботи ЦК КПРС у Москві.
13 травня 1982 — 4 грудня 1985 року — 2-й секретар ЦК КП Естонії.
З 1985 року — начальник відділу кадрів Управління справами Ради міністрів Російської РФСР.
Потім — на пенсії.

## Нагороди і звання
- два ордени Трудового Червоного Прапора
- орден «Знак Пошани»
- медалі
- Почесний громадянин Ульянівської області (2005)